# 今だから
『今だから』（いまだから）は、日本のミュージシャンである松任谷由実、小田和正（オフコース）、財津和夫（チューリップ）名義で1985年6月1日にリリースされた楽曲。発売元は東芝EMI / EXPRESSとファンハウス。

## 制作
作詞・作曲を松任谷・小田・財津の3人で手掛け、編曲とキーボードは坂本龍一が担当。参加ミュージシャンは坂本の他、ドラム高橋幸宏、ベース後藤次利、ギター高中正義と、元サディスティック・ミカ・バンドのメンバーが揃った。小田の談によると、当時はそんなシャレた表現（コラボレイション等）はなかったため、「『一緒にやろう』ただそれだけだった」という。2004年、財津が小田の番組『風のようにうたが流れていた』（TBS）にゲスト出演した際、約20年振りに本作がデュエットで披露された。その際の財津談によると「制作過程は、ほとんど松任谷と小田の話し合いで進められた」ため財津が口を挟もうとすると、「まあまあ、それはいいから」というような雰囲気になり、結果曲に全く財津色がなくなったという。だが、財津は「でもヒットしたからいいと思った」と語っている。
発売と同年の6月15日に国立競技場で行なわれた、国際青年年イベント「国際青年年記念 ALL TOGETHER NOW」にて、レコーディングのメンバーに加藤和彦を加えた「Sadistic  Yumi Band」をバックに演奏された。

## 記録
オリコンのシングルチャートで2週連続1位を獲得している。

## リリース
現在でもラジオ、テレビ（歌謡ポップスチャンネル等）の音楽番組などでオンエアされることがあるが、長らくCD化は実現されなかったため、局所有の7インチシングル盤を再生していた。オリコンシングルチャート1位獲得楽曲（A面曲）としては最後まで未CD化となっていたが、2023年12月20日発売の松任谷のベスト・アルバム『ユーミン乾杯!!』（ユニバーサルミュージック）にGoh Hotodaによるリマスタリング音源で収録され、38年の歳月を経て初めてCD化となった。また、シークレットトラックとして本楽曲のanother versionも同アルバムに収録されている。

## 収録曲
1. 今だから
  - 作詞･作曲：松任谷由実、小田和正、財津和夫／編曲：坂本龍一
2. 今だから (another version)

## 参加ミュージシャン
- 坂本龍一 - キーボード
- 高橋幸宏 - ドラムス
- 後藤次利 - ベース
- 高中正義 - ギター

## 「今だから」カバー
| アーティスト | 収録作品          | 発売日         | 規格   | 規格品番     | 備考                    |
| ------------ | ----------------- | -------------- | ------ | ------------ | ----------------------- |
| 財津和夫     | 『Z氏の悪い趣味』 | 1987年12月21日 | LP     | AF-7469      | セルフカバー            |
| 財津和夫     | 『Z氏の悪い趣味』 | 1987年12月21日 | CD     | 33CA-2079    | セルフカバー            |
| 野口五郎     | 『風輪』          | 2017年2月22日  | CD+DVD | IOCD-20373/B | with 信近エリ、小野賢章 |
| 野口五郎     | 『風輪』          | 2017年2月22日  | CD     | IOCD-20374   | with 信近エリ、小野賢章 |